# El cantador
Lo Cantador (El Cantador, en català normatiu) és una peça (Gatada caballeresca en dos actes, en vers i en català del que ara es parla), original de Serafí Pitarra, pseudònim de Frederic Soler i de Pau Bunyegas, pseudònim de Conrad Roure. Estrenada al Teatre de l'Odèon de Barcelona, el dia 12 d'octubre de 1864. El Cantador és una paròdia del drama El trovador d'Antonio García Gutiérrez.
L'acció passa al segle xv, durant el regnat de Ferran d'Antequera

## Personatges
- Donya Leonor, dama de la reina
- Donya Filomena, la seva cambrera
- Madalena, gitana vella
- Don Nunyo del Parpal, comte de la Pruna
- Don Guillem dels Prèssecs, cavaller noble
- Don Man-ric, el cantador
- Macari, criat eixerit
- Libori, criat vell
- Baldiri, criat babau
- El botxi, home lleig

## Edicions
- 4ª ed.: Llibreria Espanyola de López, editor. Barcelona s.a.
- 5ª ed.: La Escena Catalana. Any XVII. Núm. 400. Barcelona, 1 de setembre de 1934. Llibreria Bonavia.